# Садарачки рејон
Садарачки рејон (азер. Sədərək rayonu), једна је од 78 административно-територијалних јединица Азербејџана и једна од 8 територијалних јединица Нахичеванске АР. Административни центар рејона се налази у граду Хејдарабад. 
Садарачки рејон обухвата површину од 152 km² и има 15.000 становника (подаци из 2013). 
Административно, рејон се даље дели у 1. руралну и 3 урбане општине.